# Poly(ADP-ribose)-Polymerase 1
Poly(ADP-Ribose)-Polymerase 1 (PARP1) ist ein körpereigenes Enzym, welches an der Reparatur einzelsträngiger DNA-Brüche beteiligt ist.

## Eigenschaften
PARP1 ist Teil einer Gruppe von 17 Isoenzymen, die teilweise unterschiedliche Strukturen und Funktionen in der Zelle besitzen. Das für PARP1 und andere PARP-Isoenzyme codierende PARP-Gen ist 43 kb lang und enthält 23 Exons. PARP1 besteht aus 1013 Aminosäuren und hat eine molare Masse von 113,2 kDa. Strukturell besteht PARP1 aus drei Domänen: einer DNA-bindenden Zinkfinger-Domäne am N-terminalen Ende, einer mittleren automodification domain und einer NAD-bindenden Domäne am C-Ende.

## Zellbiologie
PARP1 und die anderen PARP-Isoenzyme katalysieren die ADP-Ribosylierung von Chromatinproteinen (wie beispielsweise Histon H1). Diese kommt insbesondere bei einzelsträngigen DNA-Brüchen in Gang, initiiert die Reparatur dieser Schäden und spielt damit eine wichtige Rolle bei der Erholung der Zelle nach DNA-Schädigungen. Dieser Vorgang ist eine bei allen Eukaryoten vorkommender Prozess und zählt zum Bereich der posttranslationalen Modifikation von Proteinen. Jeder einzelne Ribosylierungsschritt, von denen etwa 60 bis 80 an einem Acceptor stattfinden, verbraucht dabei ein Molekül NAD+. In Zellen mit reparierten DNA-Einzelstrangbrüchen besteht daher ein Mangel an dieser Substanz.
Die Hemmung des Enzyms PARP1 führt dazu, dass Brüche in einzelsträngiger DNA nur noch mit Hilfe des Reparatursystems für doppelsträngige DNA Brüche unter Einbeziehung des zellulären Apparates für homologe Rekombination behoben werden können. Daher können möglicherweise Krebszellen, bei denen häufig die homologe Rekombination defekt ist, mit Substanzen, die PARP1 hemmen, in ihrem Wachstum gehemmt bzw. sogar abgetötet werden (s. Pharmakologie).
Auch ist PARP1 in Neuronen aktiv, die Teil des Langzeitgedächtnisses sind. Im Mausmodell wurde weiterhin gefunden, dass eine Überexpression von PARP1 und daraus folgender Energiemangel, der Mechanismus für die Toxizität des Streptozotocins für Pankreaszellen ist. PARP1-freie Mäuse zeigen eine Telomer-Verkürzung und mangelnde Stabilität im gesamten Genom.
Verschiedene andere PARP-Isoenzyme (PARP2 etc.) sind im Spindelapparat der eukaryonten Zellen unentbehrlich.
In verschiedenen Spezies ist die Langlebigkeit von Zellen mit der PARP1-Aktivität korreliert. Der proteolytische Abbau von PARP1 durch Caspase-3 ist ein Zwischenschritt des programmierten Zelltods (Apoptose).

## Pharmakologie
PARP-Inhibitoren sind Hemmstoffe verschiedener Poly-ADP-Ribose-Polymerase Isoenzyme (z. B. PARP1, PARP2). Sie sind eine relativ neue, noch kleine Gruppe von Arzneistoffen, die im Rahmen der gezielten Krebstherapie zur Behandlung verschiedener Krebserkrankungen mit Defekten des doppelsträngigen DNA-Reparaturmechanismus (z. B. manche Formen des Ovarialkarzinoms oder des metastasierten Mammakarzinoms) entwickelt werden. PARP-Inhibitoren verhindern, dass Krebszellen einen z. B. durch Zytostatika induzierten einzelsträngigen DNA-Schaden sofort reparieren, welcher sich dann progredient zu einem doppelsträngigen DNA-Bruch ausweiten kann. Dieser kann in vielen Tumoren, vor allem in solchen mit Mutationen in BRCA1 oder BRCA2, nicht mehr repariert werden, so dass die Tumorzellen wegen der Akkumulation unreparierter DNA-Doppelstrangbrüche gegenüber Körperzellen bevorzugt absterben. PARP-Inhibitoren kommen derzeit vor allem als Erhaltungstherapie ("second line") nach einer primären erfolgten Chemotherapie zur Anwendung.